# Pulvinaria viburni
Pulvinaria viburni är en insektsart som beskrevs av King 1901. Pulvinaria viburni ingår i släktet Pulvinaria och familjen skålsköldlöss. Inga underarter finns listade i Catalogue of Life.